# Atletisme als Jocs Olímpics d'Estiu de 2024 - 1500m femení
La prova de 1500m femenina d'Atletisme als Jocs Olímpics de París 2024 va ser la 14a edició de l'esdeveniment en unes Olimpíades. La prova es va disputar entre el 4 i el 10 d'agost del 2024 a l'Stade de France de París.
La kenyana Faith Kipyegon va guanyar la medalla d'or, després d'imposar-se a la final amb un temps de 3:51.29 minuts, el què va suposar un nou rècord olímpic. A més, es va convertir en la primera atleta en guanyar tres medalles d'or en la prova olímpica. La medalla de plata va ser per l'australiana Jessica Hull, qui va fer una marca de 3:52.56 minuts. Aquesta segona plaça, fou la primera medalla pel país oceànic en tota la història de la prova olímpica. La medalla de bronze se la va endur la britànica Georgia Bell, qui amb un temps de 3:52.61 minuts, va aconseguir el rècord nacional del Regne Unit.
L'equip de Kenya és la selecció més guardonada, amb 4 medalles d'or, en les 14 edicions que l'esdeveniment ha estat present als Jocs Olímpics. La kenyana Faith Kipyegon, amb 3 medalles d'or és l'atleta més guardonada en tota la història de la competició.

## Format
Els 1.500 metres llisos són una prova de mig fons d'atletisme que consisteix en fer 3 voltes i tres quarts a la pista olímpica. La competició va començar amb la fase de Heats, on hi van participar totes les atletes classificades. Les 3 primeres atletes de cada cursa es van classificar directament per a les semifinals i la resta d'atletes van tenir una nova oportunitat per passar de ronda, en la nova fase de repesca, que es va introduir en aquesta edició olímpica. Les 2 guanyadores de cada semifinal, van passar a la final i en aquesta darrera cursa, les 3 atletes que van quedar al capdavant, van obtenir les medalles.

## Classificació
Hi havia dues maneres de classificar-se per la prova olímpica. La forma principal era superant la marca estàndard de classificació (que per aquesta edició eren 4:02.50 minuts), en qualsevol prova organitzada o supervisada per la Federació Internacional d'Atletisme, entre l'1 de juliol de 2023 i el 30 de juny de 2024. Els llocs sobrants, van ser per les atletes que no van aconseguir aquesta marca, mitjançant les places universals i el rànquing atlètic i fent prevaler la diversitat geogràfica.
| Mètode de classificació    | Places | País            | Atleta classificada    |
| -------------------------- | ------ | --------------- | ---------------------- |
| Marca estàndard - 4:02.50' | 3      | Austràlia       | Georgia Griffith       |
| Marca estàndard - 4:02.50' | 3      | Austràlia       | Linden Hall            |
| Marca estàndard - 4:02.50' | 3      | Austràlia       | Jessica Hull           |
| Marca estàndard - 4:02.50' | 3      | Estats Units    | Nikki Hiltz            |
| Marca estàndard - 4:02.50' | 3      | Estats Units    | Emili Mackay           |
| Marca estàndard - 4:02.50' | 3      | Estats Units    | Elle St. Pierre        |
| Marca estàndard - 4:02.50' | 3      | Etiòpia         | Birke Haylom           |
| Marca estàndard - 4:02.50' | 3      | Etiòpia         | Gudaf Tsegay           |
| Marca estàndard - 4:02.50' | 3      | Etiòpia         | Diribe Welteji         |
| Marca estàndard - 4:02.50' | 3      | Irlanda         | Ciara Mageean          |
| Marca estàndard - 4:02.50' | 3      | Irlanda         | Sophie O'Sullivan      |
| Marca estàndard - 4:02.50' | 3      | Irlanda         | Sarah Healy            |
| Marca estàndard - 4:02.50' | 3      | Kenya           | Nelly Chepchirchir     |
| Marca estàndard - 4:02.50' | 3      | Kenya           | Susan Ejore            |
| Marca estàndard - 4:02.50' | 3      | Kenya           | Faith Kipyegon         |
| Marca estàndard - 4:02.50' | 3      | Regne Unit      | Georgia Bell           |
| Marca estàndard - 4:02.50' | 3      | Regne Unit      | Laura Muir             |
| Marca estàndard - 4:02.50' | 3      | Regne Unit      | Revée Walcott-Nolan    |
| Marca estàndard - 4:02.50' | 2      | Espanya         | Marta Pérez            |
| Marca estàndard - 4:02.50' | 2      | Espanya         | Esther Guerrero        |
| Marca estàndard - 4:02.50' | 2      | Itàlia          | Ludovica Cavalli       |
| Marca estàndard - 4:02.50' | 2      | Itàlia          | Sintayehu Vissa        |
| Marca estàndard - 4:02.50' | 1      | Canadà          | Lucia Stafford         |
| Marca estàndard - 4:02.50' | 1      | França          | Agathe Guillemot       |
| Marca estàndard - 4:02.50' | 1      | Jamaica         | Adelle Tracey          |
| Marca estàndard - 4:02.50' | 1      | Japó            | Nozomi Tanaka          |
| Marca estàndard - 4:02.50' | 1      | Polònia         | Klaudia Kazimierska    |
| Marca estàndard - 4:02.50' | 1      | Uganda          | Winnie Nanyondo        |
| Rànquing atlètic           | 2      | Polònia         | Weronika Lizakowska    |
| Rànquing atlètic           | 2      | Polònia         | Aleksandra Plocinska   |
| Rànquing atlètic           | 1      | Bèlgica         | Elise Vanderelst       |
| Rànquing atlètic           | 1      | Canadà          | Simone Plourde         |
| Rànquing atlètic           | 1      | Espanya         | Àgueda Marqués         |
| Rànquing atlètic           | 1      | Finlàndia       | Sara Lappalainen       |
| Rànquing atlètic           | 1      | Itàlia          | Federica del Buono     |
| Rànquing atlètic           | 1      | Luxemburg       | Vera Hoffmann          |
| Rànquing atlètic           | 1      | Nova Zelanda    | Maia Ramsden           |
| Rànquing atlètic           | 1      | Portugal        | Salomé Afonso          |
| Rànquing atlètic           | 1      | Txèquia         | Kristiina Sasínek Mäki |
| Rànquing atlètic           | 1      | Veneçuela       | Joselyn Brea           |
| Quotes reallotjades        | 1      | Alemanya        | Nelle Webel            |
| Quotes reallotjades        | 1      | Canadà          | Kate Current           |
| Quotes reallotjades        | 1      | Japó            | Yume Goto              |
| Quotes reallotjades        | 1      | Uruguai         | María Pía Fernández    |
| Places universals          | 1      | Equip Refugiats | Farida Abaroge         |

## Rècords
Abans de la prova, els rècords eren els següents:
| Rècord             | Atleta          | Temps   | Lloc   | Data                   |
| ------------------ | --------------- | ------- | ------ | ---------------------- |
| Rècord del Món     | Faith Kipyegon  | 3:49.04 | París  | 7 de juliol de 2024    |
| Rècord Olímpic     | Faith Kipyegon  | 3:53.11 | Tòquio | 6 d'agost de 2021      |
| Rècord Àfrica      | Faith Kipyegon  | 3:49.04 | París  | 7 de juliol de 2024    |
| Rècord Àsia        | Yunxia Qu       | 3:50.46 | Pequín | 11 de setembre de 1993 |
| Rècord Europa      | Sifan Hassan    | 3:51.95 | Doha   | 5 d'octubre de 2019    |
| Rècord NACAC       | Shelby Houlihan | 3:54.99 | Doha   | 5 d'octubre de 2019    |
| Rècord Oceania     | Jessica Hull    | 3:50.83 | París  | 7 de juliol de 2024    |
| Rècord Sud-amèrica | Letitia Vriesde | 4:05.67 | Tòquio | 31 d'agost de 1991     |

## Competició

### 1a ronda
La 1a ronda es va disputar el 6 d'agost de 2024 a partir de les 10:05h. Hi van participar totes les atletes classificades. Es van classificar les 6 primeres de cada sèrie, mentre que la resta van passar a la ronda de repesca.

#### Sèrie 1
| Posició | Atleta               | País         | Temps      |
| ------- | -------------------- | ------------ | ---------- |
| 1       | Gudaf Tsegay         | Etiòpia      | 3:58.84 Q  |
| 2       | Laura Muir           | Regne Unit   | 3:58.91 Q  |
| 3       | Susan Ejore          | Kenya        | 3:59.01 Q  |
| 4       | Georgia Griffith     | Austràlia    | 3:59.22 Q  |
| 5       | Agathe Guillemot     | França       | 3:59.22 Q  |
| 6       | Emili Mackay         | Estats Units | 3:59.63 Q  |
| 7       | Sophie O'Sullivan    | Irlanda      | 4:00.23 PB |
| 8       | Sintayehu Vissa      | Itàlia       | 4:00.69 PB |
| 9       | Àgueda Marqués       | Espanya      | 4:01.60 PB |
| 10      | Lucia Stafford       | Canadà       | 4:02.22    |
| 11      | Nozomi Tanaka        | Japó         | 4:04.28 Q  |
| 12      | Vera Hoffmann        | Luxemburg    | 4:07.64    |
| 13      | Adelle Tracey        | Jamaica      | 4:09.33    |
| 14      | Aleksandra Plocinska | Polònia      | 4:10.12    |
| 15      | Joselyn Brea         | Veneçuela    | 4:13.77    |

#### Sèrie 2
| Posició | Atleta              | País         | Temps        |
| ------- | ------------------- | ------------ | ------------ |
| 1       | Diribe Welteji      | Etiòpia      | 3:59.73 Q    |
| 2       | Georgia Bell        | Regne Unit   | 4:00.29 Q    |
| 3       | Nikki Hiltz         | Estats Units | 4:00.42 Q    |
| 4       | Faith Kipyegon      | Kenya        | 4:00.74 Q    |
| 5       | Weronika Lizakowska | Polònia      | 4:01.54 Q PB |
| 6       | Maia Ramsden        | Nova Zelanda | 4:02.83 Q    |
| 7       | Sarah Healy         | Irlanda      | 4:02.91      |
| 8       | Linden Hall         | Austràlia    | 4:03.89      |
| 9       | Simone Plourde      | Canadà       | 4:06.59      |
| 10      | Esther Guerrero     | Espanya      | 4:06.60      |
| 11      | Nelle Webel         | Alemanya     | 4:08.55      |
| 12      | Sara Lappalainen    | Finlàndia    | 4:08.66      |
| 13      | Yume Goto           | Japó         | 4:09.41 PB   |
| 14      | Federica del Buono  | Itàlia       | 4:10.14      |
| 15      | María Pía Fernández | Uruguai      | 4:19.30      |

#### Sèrie 3
| Posició | Atleta                 | País            | Temps        |
| ------- | ---------------------- | --------------- | ------------ |
| 1       | Nelly Chepchirchir     | Kenya           | 4:02.67 Q    |
| 2       | Jessica Hull           | Austràlia       | 4:02.70 Q    |
| 3       | Elle St. Pierre        | Estats Units    | 4:03.22 Q    |
| 4       | Klaudia Kazimierska    | Polònia         | 4:03.49 Q    |
| 5       | Salomé Afonso          | Portugal        | 4:04.42 Q PB |
| 6       | Marta Pérez            | Espanya         | 4:04.94 Q    |
| 7       | Kristiina Sasínek Mäki | Txèquia         | 4:06.07      |
| 8       | Revée Walcott-Nolan    | Regne Unit      | 4:06.44      |
| 9       | Elise Vanderelst       | Bèlgica         | 4:06.95      |
| 10      | Winnie Nanyondo        | Uganda          | 4:07.06      |
| 11      | Birke Haylom           | Etiòpia         | 4:07.15      |
| 12      | Kate Current           | Canadà          | 4:09.81      |
| 13      | Ludovica Cavalli       | Itàlia          | 4:11.68      |
| 14      | Farida Abaroge         | Equip Refugiats | 4:29.27      |

### Ronda de repesca
La ronda de repesca es va disputar el 7 d'agost de 2024 a partir de les 12:45h. Hi van participar totes les atletes que van acabar la 1a ronda i no van aconseguir quedar entre les 6 primeres. Es van classificar per les semifinals les tres primeres de cada sèrie.

#### Sèrie 1
| Posició | Atleta             | País            | Temps     |
| ------- | ------------------ | --------------- | --------- |
| 1       | Birke Haylom       | Etiòpia         | 4:01.47 Q |
| 2       | Ludovica Cavalli   | Itàlia          | 4:02.46 Q |
| 3       | Esther Guerrero    | Espanya         | 4:03.15 Q |
| 4       | Sophie O'Sullivan  | Irlanda         | 4:03.73   |
| 5       | Lucia Stafford     | Canadà          | 4:04.26   |
| 6       | Joselyn Brea       | Veneçuela       | 4:05.93   |
| 7       | Federica del Buono | Itàlia          | 4:06.00   |
| 8       | Winnie Nanyondo    | Uganda          | 4:06.35   |
| 9       | Nelle Webel        | Alemanya        | 4:07.22   |
| 10      | Kate Current       | Canadà          | 4:08.91   |
| 11      | Yume Goto          | Japó            | 4:10.40   |
| 12      | Farida Abaroge     | Equip Refugiats | 4:30.53   |
| 13      | Sara Lappalainen   | Finlàndia       | DNS       |

#### Sèrie 2
| Posició | Atleta                 | País       | Temps     |
| ------- | ---------------------- | ---------- | --------- |
| 1       | Sintayehu Vissa        | Itàlia     | 4:06.71 Q |
| 2       | Revée Walcott-Nolan    | Regne Unit | 4:06.73 Q |
| 3       | Àgueda Marqués         | Espanya    | 4:07.05 Q |
| 4       | Sarah Healy            | Irlanda    | 4:07.60   |
| 5       | Kristiina Sasínek Mäki | Txèquia    | 4:07.80   |
| 6       | Simone Plourde         | Canadà     | 4:08.49   |
| 7       | Elise Vanderelst       | Bèlgica    | 4:08.86   |
| 8       | Linden Hall            | Austràlia  | 4:09.05   |
| 9       | Aleksandra Plocinska   | Polònia    | 4:09.47   |
| 10      | Vera Hoffmann          | Luxemburg  | 4:11.28   |
| 11      | Adelle Tracey          | Jamaica    | 4:14.52   |
| 12      | María Pía Fernández    | Uruguai    | 4:16.46   |

### Semifinals
Les semifinals es van disputar el 8 d'agost de 2024 a partir de les 19:35h. Es van classificar per la final, les 6 millors de cada sèrie.

#### Semifinal 1
| Posició | Atleta              | País         | Temps        |
| ------- | ------------------- | ------------ | ------------ |
| 1       | Faith Kipyegon      | Kenya        | 3:58.64 Q    |
| 2       | Georgia Bell        | Regne Unit   | 3:59.49 Q    |
| 3       | Elle St. Pierre     | Estats Units | 3:59.74 Q    |
| 4       | Laura Muir          | Regne Unit   | 3:59.83 Q    |
| 5       | Klaudia Kazimierska | Polònia      | 4:00.21 Q PB |
| 6       | Àgueda Marqués      | Espanya      | 4:01.90 Q    |
| 7       | Esther Guerrero     | Espanya      | 4:01.94      |
| 8       | Maia Ramsden        | Nova Zelanda | 4:02.20 NR   |
| 9       | Georgia Griffith    | Austràlia    | 4:02.69      |
| 10      | Birke Haylom        | Etiòpia      | 4:03.11      |
| 11      | Nelly Chepchirchir  | Kenya        | 4:03.24      |
| 12      | Ludovica Cavalli    | Itàlia       | 4:03.59      |

#### Semifinal 2
| Posició | Atleta              | País         | Temps        |
| ------- | ------------------- | ------------ | ------------ |
| 1       | Diribe Welteji      | Etiòpia      | 3:55.10 Q    |
| 2       | Jessica Hull        | Austràlia    | 3:55.40 Q    |
| 3       | Nikki Hiltz         | Estats Units | 3:56.17 Q    |
| 4       | Gudaf Tsegay        | Etiòpia      | 3:56.41 Q    |
| 5       | Susan Ejore         | Kenya        | 3:56.57 Q PB |
| 6       | Agathe Guillemot    | França       | 3:56.69 Q NR |
| 7       | Weronika Lizakowska | Polònia      | 3:57.31 NR   |
| 8       | Marta Pérez         | Espanya      | 3:57.75 NR   |
| 9       | Revée Walcott-Nolan | Regne Unit   | 3:58.08 PB   |
| 10      | Sintayehu Vissa     | Itàlia       | 3:58.11 NR   |
| 11      | Nozomi Tanaka       | Japó         | 3:59.70      |
| 12      | Salomé Afonso       | Portugal     | 3:59.96 PB   |
| 13      | Emili Mackay        | Estats Units | 4:02.03      |

### Final
La final es va disputar el 10 d'agost de 2024 a les 20:15h.
| Posició | Atleta              | País         | Temps      |
| ------- | ------------------- | ------------ | ---------- |
| 1       | Faith Kipyegon      | Kenya        | 3:51.29 OR |
| 2       | Jessica Hull        | Austràlia    | 3:52.56    |
| 3       | Georgia Bell        | Regne Unit   | 3:52.61 NR |
| 4       | Diribe Welteji      | Etiòpia      | 3:52.75 PB |
| 5       | Laura Muir          | Regne Unit   | 3:53.37 PB |
| 6       | Susan Ejore         | Kenya        | 3:56.07 PB |
| 7       | Nikki Hiltz         | Estats Units | 3:56.38    |
| 8       | Elle St. Pierre     | Estats Units | 3:57.52    |
| 9       | Agathe Guillemot    | França       | 3:59.08    |
| 10      | Klaudia Kazimierska | Polònia      | 4:00.12 PB |
| 11      | Àgueda Marqués      | Espanya      | 4:00.31 PB |
| 12      | Gudaf Tsegay        | Etiòpia      | 4:01.27    |

## Medaller històric
| Posició | País              | Or | Argent | Bronze | Total |
| ------- | ----------------- | -- | ------ | ------ | ----- |
| 1       | Kenya             | 4  | 0      | 0      | 4     |
| 2       | URSS              | 3  | 1      | 2      | 6     |
| 3       | Algèria           | 2  | 0      | 0      | 2     |
| 4       | Romania           | 1  | 3      | 3      | 7     |
| 5       | Rússia            | 1  | 2      | 0      | 3     |
| 6       | Regne Unit        | 1  | 1      | 1      | 3     |
| 7       | Itàlia            | 1  | 0      | 1      | 2     |
| 8       | Bahrain           | 1  | 0      | 0      | 1     |
| 9       | Alemanya de l'Est | 0  | 3      | 1      | 4     |
| 10      | Etiòpia           | 0  | 1      | 1      | 2     |
| 10      | Ucraïna           | 0  | 1      | 1      | 2     |
| 12      | Equip Unificat    | 0  | 1      | 0      | 1     |
| 12      | Austràlia         | 0  | 1      | 0      | 1     |
| 14      | Països Baixos     | 0  | 0      | 1      | 1     |
| 14      | Estats Units      | 0  | 0      | 1      | 1     |
| 14      | Àustria           | 0  | 0      | 1      | 1     |
| 14      | Xina              | 0  | 0      | 1      | 1     |